# Андо Тадао
Тадао Андо (яп. 安藤忠雄, あんどう ただお; 13 вересня 1941, Осака, Японія) — японський архітектор і дизайнер.
Андо вважають послідовником фінського архітектора Алвара Аалто, а стиль робіт італійський історик архітектури Франческо Даль Ко охарактеризував як «критичний регіоналізм». Для робіт Андо характерні великі простори з бетонними стінами без оздоблення у поєднанні з дерев'яними або кам'яними підлогами і великими вікнами. Також архітектор часто застосовує активні природні елементи такі, як сонце, дощ і вітер. Його архітектурі притаманні поєднання японської традиції з модернізмом, геометрична строгість та ясність.
Серед найвідоміших робіт: Роу-хаус у Сумійосі (1976, Осака), Церква світла (1989, Осака), Храм води (1991, Хьоґо), Пулітцерівський фонд мистецтв (2001, Сент-Луїс), Форт-Вортський музей сучасного мистецтва (2002, Техас) та центр «21_21 Design Sight» (2007, Токіо).
Нагороджений золотою медаллю з архітектури Французької академії архітектури (1989), Прітцкерівською премією (1995), золотою медаллю Американського інституту архітекторів (2002), золотою медаллю Міжнародної спілки архітекторів (2005) та ін.

## Біографія

### Ранні роки
Народився 1941 року в Осаці, Японія. Має брата-близнюка. Виховувався бабусею по материнській лінії і жив з нею у вузькому, видовженому, двоповерховому дерев'яному будинку у ряді будинків «стрічкової» забудови. Бабуся була одним із найголовніших його наставників.
З 1955 року ріс у кварталі невеликих будинків, крамниць та майстерень. Після школи часто заходив до майстерні столяра й скляра, цей досвід дозволив йому зрозуміти значення ручної праці. У 14 років збудував невелику хижу для друга. Вулиця стала для нього продовженням школи.
1958 року в сімнадцятирічному віці розпочав кар'єру професійного боксера; отримав професійну ліцензію та їздив на бої до Таїланду. Боксерський досвід мав значний вплив на життя Андо; з тих пір він має звичку проводити тренування щовечора.
1959 року отримав замовлення на внутрішнє оздоблення нічного кабаре. Це замовлення дало йому необхідний поштовх до створення меблів і облаштування інтер'єрів, а також дозволило згодом перейти до архітектури. Наступною його роботою стала реконструкція кварталу Мінатогава у Кобе. 1960 року досліджував храми й традиційні чайні будинки (тясіцу) в Кіото та Осаці. Замість відвідування навчального закладу, вирішив пройти самостійну підготовку на практиці. Андо ніколи не відвідував академії, університету, не слухав лекцій і не проходив навчання у практикуючого архітектора.
1965 року вирушив у навколосвітню подорож з метою вивчення архітектури. На першому етапі подорожі Андо Транссибірською магістраллю поїхав до Москви, потім він відвідав найбільші столиці Європи. Андо зберіг яскраві спогади про Сибір, Індійський океан та Ганг; свою подорож він назвав «гранд-тур».

### 1969—1979
1969 року після навколосвітньої подорожі, що тривала чотири роки, Андо заснував власне архітектурне агентство «Tadao Ando Architects & Associates» в Осаці. Його офіс почав притягувати молодих архітекторів. Андо одружився з Юміко Като, яка стала помічницею в його агентстві. 1973 року виконав для друга проєкт будинку Томісіма в Осаці. Пізніше Андо викупив цей будинок, аби розмістити в ньому офіси власного агентства.
1976 року завершив Роу-хаус у Сумійосі (також Адзума-хаус), в Осаці. Роу-хаус — монолітна двоповерхова споруда із бетону, головний фасад якої акцентований лише на дверному прорізі. Андо використав лише дві прямокутні форми: фасад і двері. Цей доволі невеликий будинок виражає рішучість Андо впливати на суспільство шляхом архітектури. 1979 року проєкт Роу-хауса було відзначено щорічною премією Архітектурного інституту Японії. 1980 року завершив будинок Косіно. Через чотири роки до двох первісних бетонних об'ємів була прибудована майстерня округлої форми. Через 25 років Андо знову вирішить реконструювати просторовий устрій споруди. Між архітектором та замовником довгий час зберігаються довірчі відносини.
На творчість молодого Андо вплинули роботи таких архітекторів як Луїс Кан, Людвіг Міс ван дер Рое, Ле Корбюзьє та Френк Ллойд Райт.

### 1980—1989

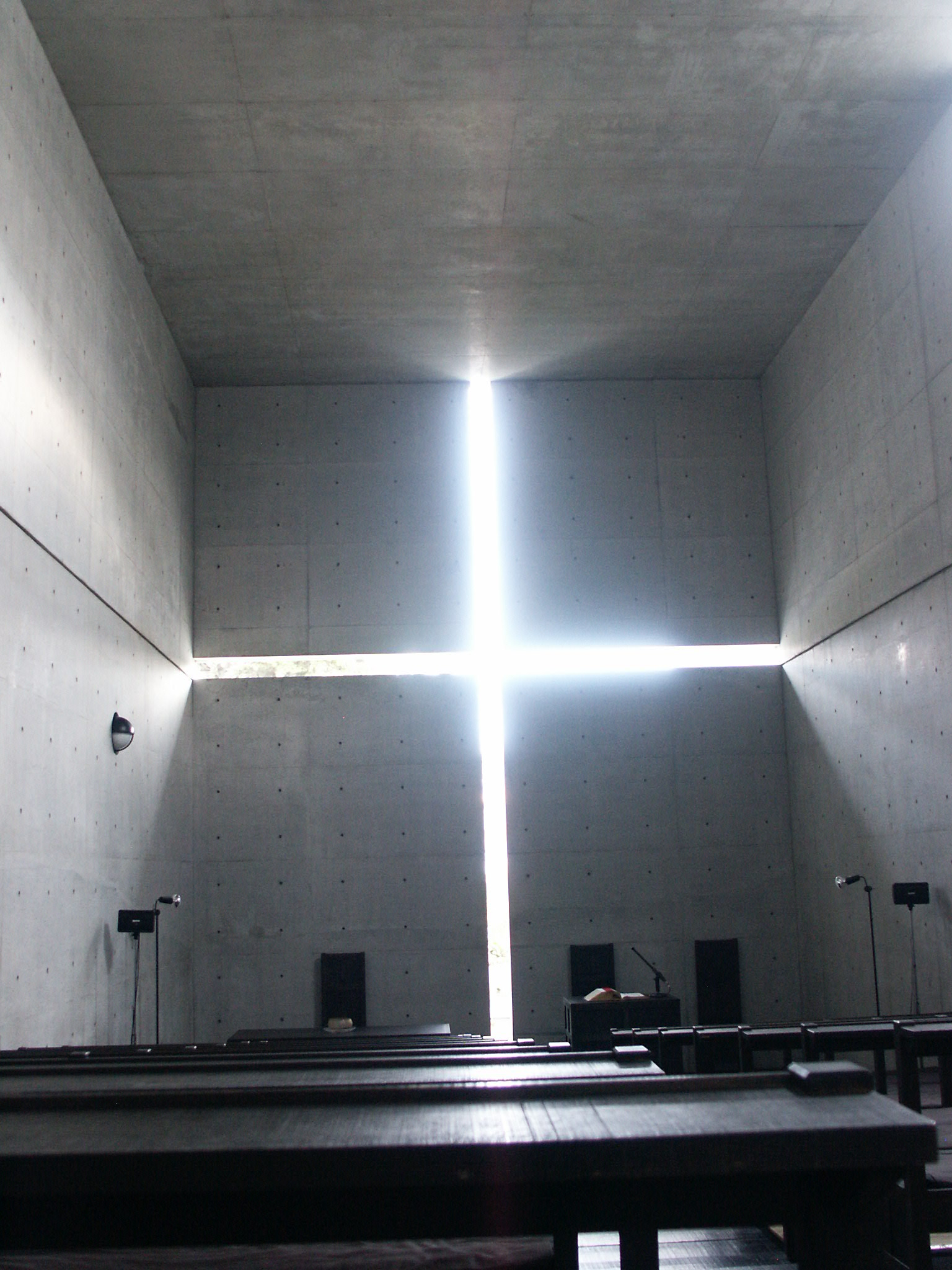
Церква світла, Ібаракі, Осака, Японія. 1987—1989.

1983 року завершив у Кобе перший житловий будинок з комплексу Рокко, який возвишається над крутим схилом і з якого відкривається вид на Кобе і Осацьку затоку. Вибір ділянки був сміливим і ризикованим, однак, будинок вистояв під час землетрусу Хансін-Авадзі і довів свою стійкість та надійність. За цей проєкт отримав премію культурного дизайну в Японії.
1984 року завершив торговельний комплекс Таймс І, який нагадує корабель на березі каналу, що оточений старою міською забудовою. 1985 року отримав п'яту медаль Алваро Аалто від Фінської асоціації архітекторів (SAFA). Згодом Андо отримає більшість найзначніших світових нагород в галузі архітектури.
1986 року завершив каплицю на горі в масиві Рокко в Кобе, яку іноді називають «Церквою вітрів». Пізніше Андо створить низку шедеврів культової архітектури. Архітектор також завершив будинок Кідосакі у Токіо, вишукані простори якого різко контрастують з просторами Роу-хаус у Сумійосі.
У 1987–1990 роках працював запрошеним професором у Єльському, Колумбійському та Гарвардському університетах. 1988 року завершив Церкву на воді на о. Хоккайдо.
1989 року Французька академія архітектури нагородила Андо золотою медаллю. Того ж року архітектор завершив Церкву світла в Ібаракі, Осака.

### 1990—2000

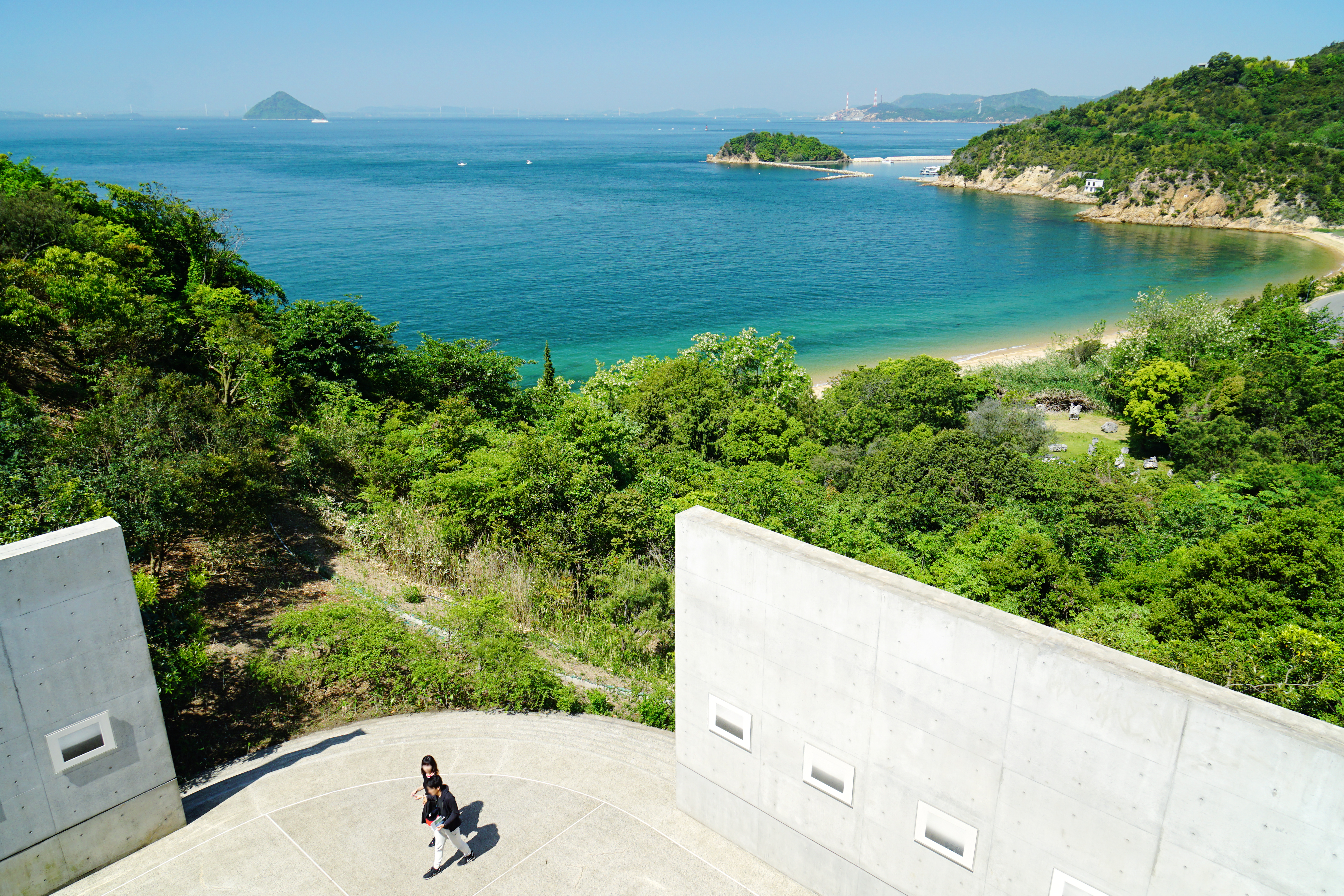
Музей сучасного мистецтва на Наосімі (комплекс Бенессе), Наосіма, Кагава. 1988—1995

1991 року за проєктом Андо було завершено будівництво Храму води Хомпукудзі у префектурі Хьоґо. 1991 року завершив павільйон Японії на Всесвітній виставці у Севільї. Конструкція із дерева поєднує традиційну японську культуру із сучасними технологіями: застосовані увігнуті зовнішні стіни із дерев'яних рейок, які використані для облицювання; покрівля виконана із тканини, що вкрита тефлоном. Також завершив Музей сучасного мистецтва на Наосімі; у 1995 році доповнив музейну споруду готельним комплексом із водоймою овальної форми.
1993 року отримав у Данії архітектурну премію Карлсберга та премію Академії мистецтв Японії; завершив другий житловий будинок комплексу Рокко у Кобе та Центр семінарів для фірми «Вітра» у Вайль-на-Рейні (Німеччина). 1994 року завершив Осацький префектурний музей Тікацу-Асука в Осаці і Музей деревини у префектурі Хьоґо.
1995 року отримав премію Асахі в Японії та Прітцкерівську премію у США. Завершив Простір для медитації при штаб-квартирі ЮНЕСКО у Парижі. Землетрус Хансін-Авадзі 17 січня 1995 року призвів до значних руйнувань у рідному регіоні Андо. Проте всі споруди архітектора вціліли. Андо допомагав постраждалим та займався відновленням будівель, що постраждали під час катастрофи. На церемонії вручення Прітцкерівської премії він запропонував заснувати фонд допомоги дітям, які загубили батьків через землетрус та передав грошову частину своєї нагороди у $100 000 цьому фонду.
1996 року став організатором мережі «Hyogo Green Network», яка посадила 250 000 магнолій на пам'ять про загиблих під час стихійного лиха.
1997 року був відзначений королівською золотою медаллю Королівського інституту британських архітекторів (RIBA). Обійняв посаду професора у Токійському університеті. Опублікував книгу зі своїми лекціями «Rensen Rempai» («Постійні битви, постійні поразки»), яка користується успіхом серед студентів, бізнесменів та ін. У книзі розповів про своє життя та про архітектуру..
1999 року завершив третій житловий будинок комплексу Рокко в Кобе. Смерть собаки Андо на прізвисько «Корбюзьє» (на честь швейцарського архітектора Ле Корбюзьє), яка грала значну роль у житті подружньої пари. Андо, який любив тварин з дитинства, навіть брав свою собаку до початкової школи.

### 2000—2010

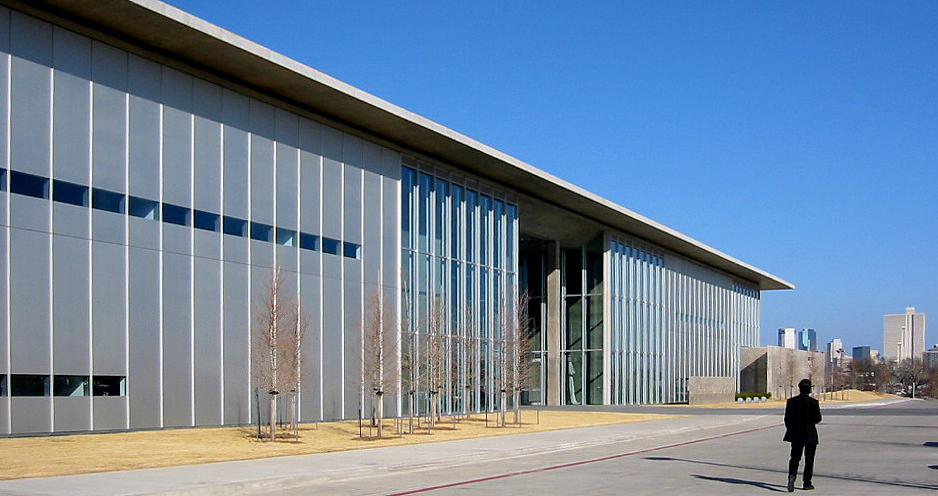
Форт-Вортський музей сучасного мистецтва, Форт-Ворт, США. 1997—2002

2000 року завершив храм Комедзі у Сайджьо і FABRICA (Дослідний центр Бенеттон) у Тревізо (Італія). Створив фонд «Seto Inland Sea Olive Network Foundation». Відвідав маленькі острови Внутрішнього Японського моря, що страждають від промислового забруднення, на боротьбу з яким Андо прагнув мобілізувати дітей. Громадянська активність Андо та його стурбованість станом довкілля особливо проявилися після роботи на острові Наосіма. 2001 року завершив будівлю Пулітцерівського фонду мистецтв у Сент-Луїсі, США. 2002 року отримав золоту медаль Американського інституту архітекторів (АІА) та премію Кіото в Японії. Завершив будівництво Музею сучасного мистецтва у Форт-Ворті (США). Будівля, збудована за проєктом, що перемогла у міжнародному конкурсі, розташована навпроти Художнього музею Кімбелла — роботи Луїса Кана.
2003 року завершив будинок 4х4 у Кобе. Через два роки спорудив другий аналогічний будинок на суміжній ділянці. За своїми розмірами й концепцією це два будинки-близнюки, збудовані з різних матеріалів для двох різних замовників. 2004 року було завершено спорудження Художнього музею Тітю на Наосімі: починаючи з Проєкту ІІ—Спейс Страта на Наканосімі (1988) Андо захоплюється підземною архітектурою. Замовник музею Тітю є одним із найбільших колекціонерів сучасного мистецтва в Японії. Завершив будівлю фонду Ланген у Німеччині, що була споруджена для колекціонерки Маріанне Ланген (їй тоді було 92 роки), яка сильно вразила Андо своїми рішучими діями й зіграла важливу роль у завершенні проєкту. Музей був створений для колекцій східного та сучасного мистецтва, зібраних подружжям Ланген. Постійну експозицію Андо розмістив у приміщенні, охопленому подвійною оболонкою: бетонна коробка знаходиться усередині скляної, а тимчасову експозицію — у двох напівпідземних об'ємах.
2005 року здійснив реконструкцію Палаццо Грассі у Венеції (Італія) як виставкового простору для колекції французького мільярдера Франсуа Піно. Отримав золоту медаль Міжнародної спілки архітекторів (UIA), що базується у Парижі.
2007 року завершив центр «21_21 Design Sight» у Токіо. Ініціював проєкт «Umi-но-Мор» («Морський ліс») у Токіо, метою якого стало перетворення штучного острова, що колись був міським звалищем, у лісовідновлювану рекреаційну зону.
2008 року завершив Ландер-центр на Кам'яному пагорбі в рамках програми реновації Інституту мистецтв Кларк у Вільямстауні, Массачусетс. У Ландер-центрі став одним із основих споруд у кампусі інституту; у ньому проводяться виставки та розміщується Вільямстаунський центр консервації творів мистецтва.
2009 року здійснив реконструкцію Пунта-делла-Догана у Венеції, яка тривала 14 місяців, перетворивши будівлю у центр сучасного мистецтва для колекції Франсуа Піно. У 2010 році завершив Музей кам'яних скульптур фонду Кубах-Вільмзен у Німеччині.

### з 2011

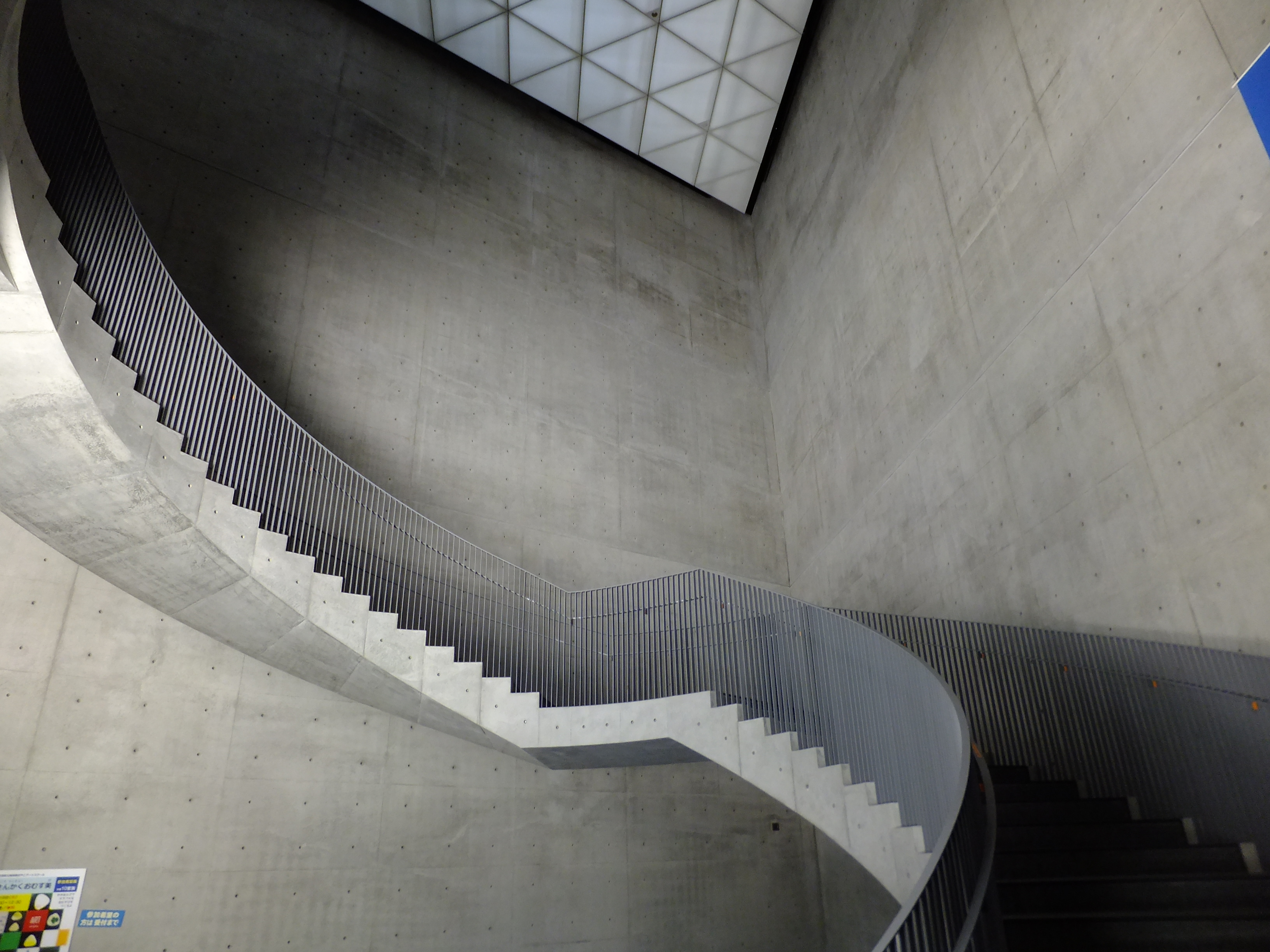
Сходи у Художньому музеї Акіти, Акіта. 2012

2012 року реалізував проєкт Художнього музею в Акіті.
2013 року було завершено третій, останній етап реконструкції Палаццо Грассі у Венеції, де замість закритого у 1983 році невеликого приватного театру Театріно, за проєктом Андо було споруджено сучасну прибудову із залізобетону загальною площею бл. 1 000 м². Прибудова розташовується з боку заднього фасаду палаццо і являє собою прямокутний простір із округленими криволінійними внутрішніми стінами з оштукатуреного бетону. 2013 року завершив будівництво Центру мистецтв, архітектури й дизайну (Центр Роберто Гарса Сада, CRGS) при Монтеррейському університеті у Мексиці.
2014 року спорудив нову будівлю Кларк-центру з метою розширення Інституту мистецтв Кларк у Вільямстауні, Массачусетс. Двоповерховий Кларк-центр скомпонований з відкритих і замкнених просторів, завдяки чому виникають візуальні зв'язки з навколишнім лісовим пейзажем, а також сусідніми будівлями. Новобудова включає галерею для змінних експозицій, зал для конференцій і зборів, ресторани й магазини, а також скляний Музейний павільйон, який з'єднує нову будівлю зі старим музеєм і служить до нього входом. Разом з багатьма архітекторами й експертами, серед яких Рем Колгас, Кенго Кума, Елізабет Діллер, Том Мейн, виступив проти демонтажу Шухівської вежі у Москві. Очолював журі міжнародного конкурсу на спорудження Національного олімпійського стадіону у Токіо, перемога в якому дісталася бюро британської архітекторки Захи Хадід — Zaha Hadid Architects.
За проєктом Андо розпочато спорудження 7-поверхового розкішного житлового комплексу на Манхеттені у Нью-Йорку; дата завершення запланована на 2016 рік. Будинок розрахований на 8 квартир класу люкс від 1 900 до 5 000 м² та великою зеленою терасою з басейном на даху; усе оздоблення інтер'єру розроблене нью-йоркською фірмою Gabellini Sheppard Associates. 2015 року отримав нагороду Ісаму Ногуті (разом з художницею Елін Ціммерман) від музею Ногуті.

## Архітектура

### Геометрія стін

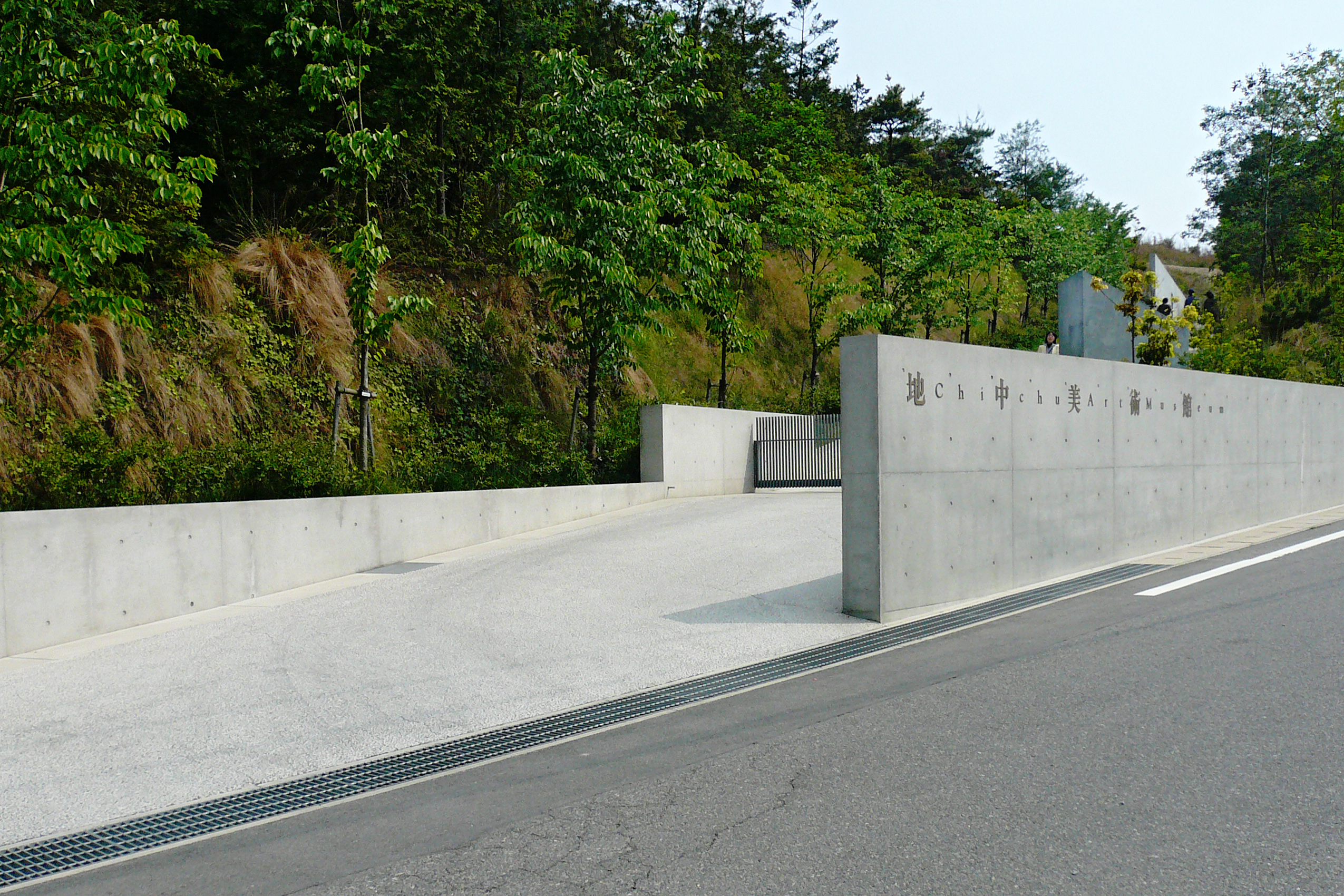
Художній музей Тітю, Наосіма, Кагава. 1999—2004

Архітектура Андо — це архітектура стін. Наприклад — самонесуча стіна, що організовує навколо себе природне оточення у Церкві на воді в Юфуцу на Хоккайдо. У Церкві світла в Осаці стіна по діагоналі перетинає бетонний куб. У Художньому музеї Тітю на о. Наосіма чітко окреслена і орієнтована на горизонталі стіна оточує внутрішнє подвір'я на манер середньовічного фортечного муру. Під час своїх досліджень декоративних властивостей бетону архітектор створив велику кількість просторів, стіни в яких відігравали вирішальну роль.
Для робіт Андо характерні обмежений вибір матеріалів та «аскетизм»; стіни будівель позбавлені декору. Найпершими роботами Андо були «бетонні коробки», у середині кар'єри стіни будівель набули більш ліричного вигляду. Прості геометричні форми будівель Андо відкрилися природі і світлу, трансформувавши і ускладнивши створені архітектором простори. Андо ввів у вжиток архітектурні панелі, вставні плоскі поверхні, які прорізають небо і відбивають воду.
Андо вдалося створити стіни, які формують справжні сховища, комфортні та заспокійливі. Архітектор не ділить простір на функції. Його тверді стіни створюють гнучкі простори. Любов Андо до різних матеріалів заснована на його дитячих враженнях. Архітектор є одним із майстрів литого бетону, але у тих місцях, які контактують із людиною, він застосовує природні матеріали. Андо завжди використовує натуральне дерево для підлоги, дверей та меблів. Наприклад, дерево стало основним матеріалом у роботі над павільйоном Японії для Всесвітньої виставки 1992 року у Севільї.

### Геометрія неба

Таймс І і ІІ, торговельний центр, Кіото. 1983—1984, 1984—1991

Природа, зокрема, небо, відіграють в архітектурі Андо вирішальну роль. Аби уникнути основоположного стану замкненого простору, притаманного архітектурі, він спирається на небо як на природній елемент, який найбільше впливає на архітектурний інтер'єр. Таким чином, небо є просторово-структурним елементом в архітектурі Андо. Проєктуючи житловий будинок, торговельну або офісну будівлю, архітектор зосереджується на тому, як небо, врешті-решт, сполучається із спорудою. Взаємодія тіні й світла, забезпечена обмеженим фрагментом неба й тривимірними формами, вираженими у бетонних стінах, лежить в основі його архітектури.
Небо у нього є основним компонентом зовнішніх просторів, що оживляють асиметричні та похилі частини споруд. Виявляючи латентний характер місцевості, Андо враховує такі фактори, як географічна орієнтація, напрям вітру, світла, дощу, стоків води, розташовані поруч стіни, вік сусідніх будівель та рух людських потоків. Техніку розробки ділянки за трьома вимірам Андо називає «сайткрафт». Він використовує усі маленькі фрагменти розробленої ділянки; в його архітектурі немає «мертвих» просторів.
Основною темою Андо при його роботі із зовнішнім простором є архітектурне тлумачення міського контексту. Архітектору вдалося вбудувати екзотичний контекст порту Кітанотьо у будівлю Кітано-Елі і Роуз-Гарден. Торговельний центр Таймс у Кіото спокійно «хитається» на воді, втім складний лабіринт його переходів нагадує вулиці старого міста.

### Естетика відсутності

Деталь бетонної стіни. Центр семінарів для фірми «Вітра», Вайль-на-Рейні, Німеччина. 1987—1993

На думку Андо, його архітектура означає оголення; він цікавиться не абстрактними просторами, а архетипом простору. Ця проста й «сильна» архітектура одночасно є втіленням легкості. Вона поєднує простоту форм зі складністю простору. Окрім цього вона представляє картину життя шляхом формальної простоти. Цей простий образ формується завдяки ясній геометрії. В архітектурі Андо завжди є сміливі пропозиції щодо способу життя або елементи гострої соціальної критики.
Його архітектура не є мінімалістичною; хоча в основі лежить «коробка» без оздоблення, проте голі стіни стимулюють уяву. Будівлі хвилюють глядача саме тому, що не мають оздоблення.
Архітектура Андо створює естетику відсутності. Саме тому вона розглядається однією з вершин японської естетики, оскільки простір пустоти вважається одним з ключових елементів японської культури. Незважаючи на те, що Роу-хаус у Сумійосі вважається шедевром післявоєнної архітектури житлових будівель, у ньому відсутня важлива складова звичайних споруд — у подвір'ї немає покрівлі; через отвір проникають дощ, світло й вітер. Відкрите подвір'я втілює у собі центральну тему цієї резиденції — тему любові до родини.

## Дизайн

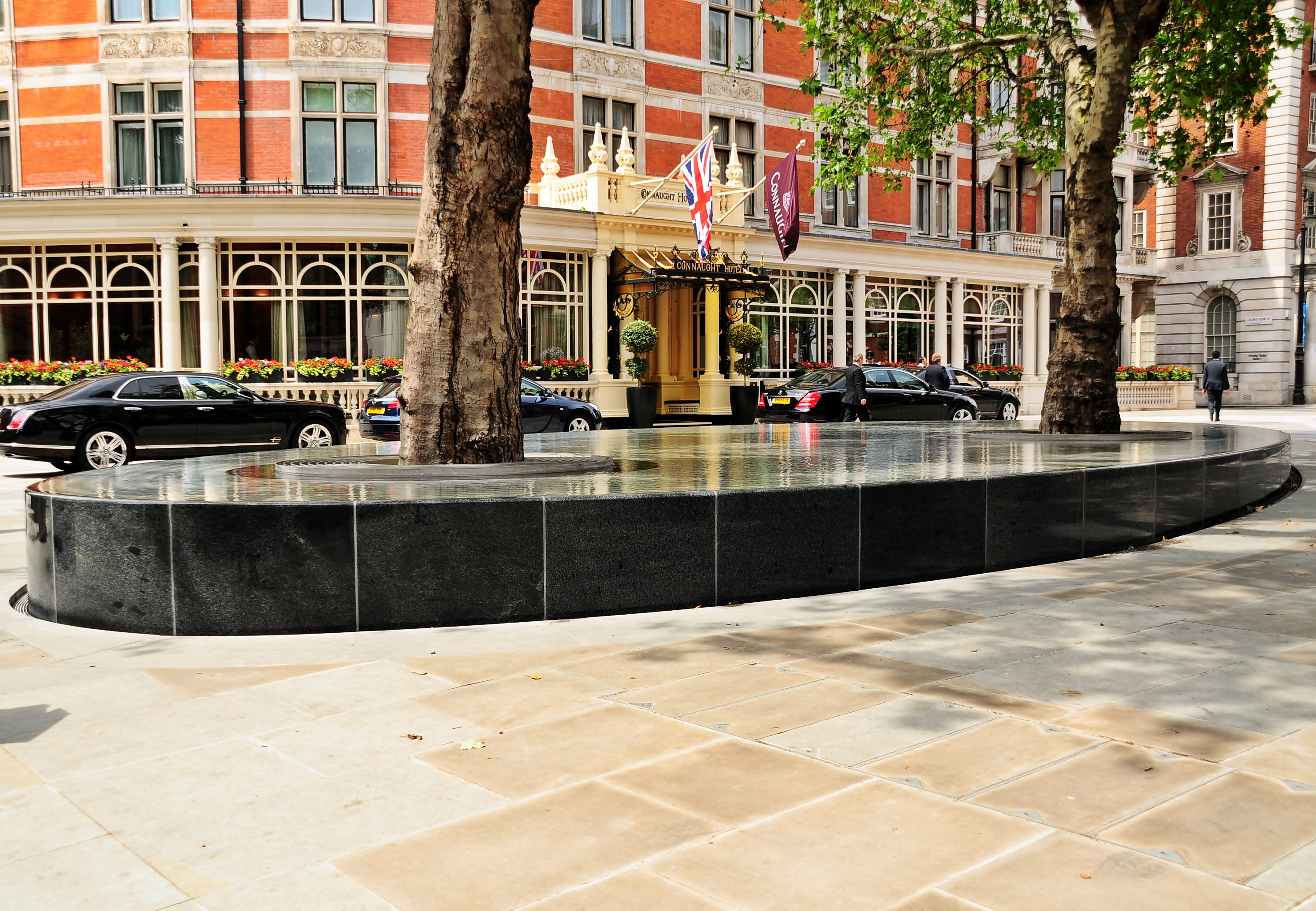
Водяна споруда «Тиша», Лондон, Велика Британія. 2011

У 2008 році розробив дизайн нагороди премії Кларк, яка вручається Інститутом мистецтв Кларк.
У 2011 році спільно із британським архітектурним бюро Blair Associates Architecture спроєктував водяну споруду «Тиша» у Лондоні. Композиція з'явилася біля готелю «Connaught» в рамках проєкту благоустрою основних вулиць району Мейфер. Стінки припіднятого над площею басейну оброблені чорним гранітом. Під водою встановлені скляні лінзи, в які вбудована волоконна оптика для забезпечення підсвітки басейну в темряві. Біля основи дерев, що ростуть з острівців в басейні, встановлені спеціальні розпилювачі, які перетворюють воду в хмари пару. Автори композиції хотіли підкреслити простір між будівлями, який не менш важливий, ніж самі будівлі.
У 2013 році Андо розробив скульптурне лаунж-крісло із дерева Dream Chair у співпраці з данською дизайнерською студією меблів Carl Hansen & Søn, аби розширити межі дерев'яних конструкцій. Крісло, присвячене данському дизайнеру меблів Гансу Вегнеру, виготовлене із обробленого фанерного облицювання. Крісло Dream Chair доступне з дуба або каштана без облицювання, із облицюванням шкірою або тканиною передньої частини та зі знімним підголовником.

## Основні архітектурні проєкти

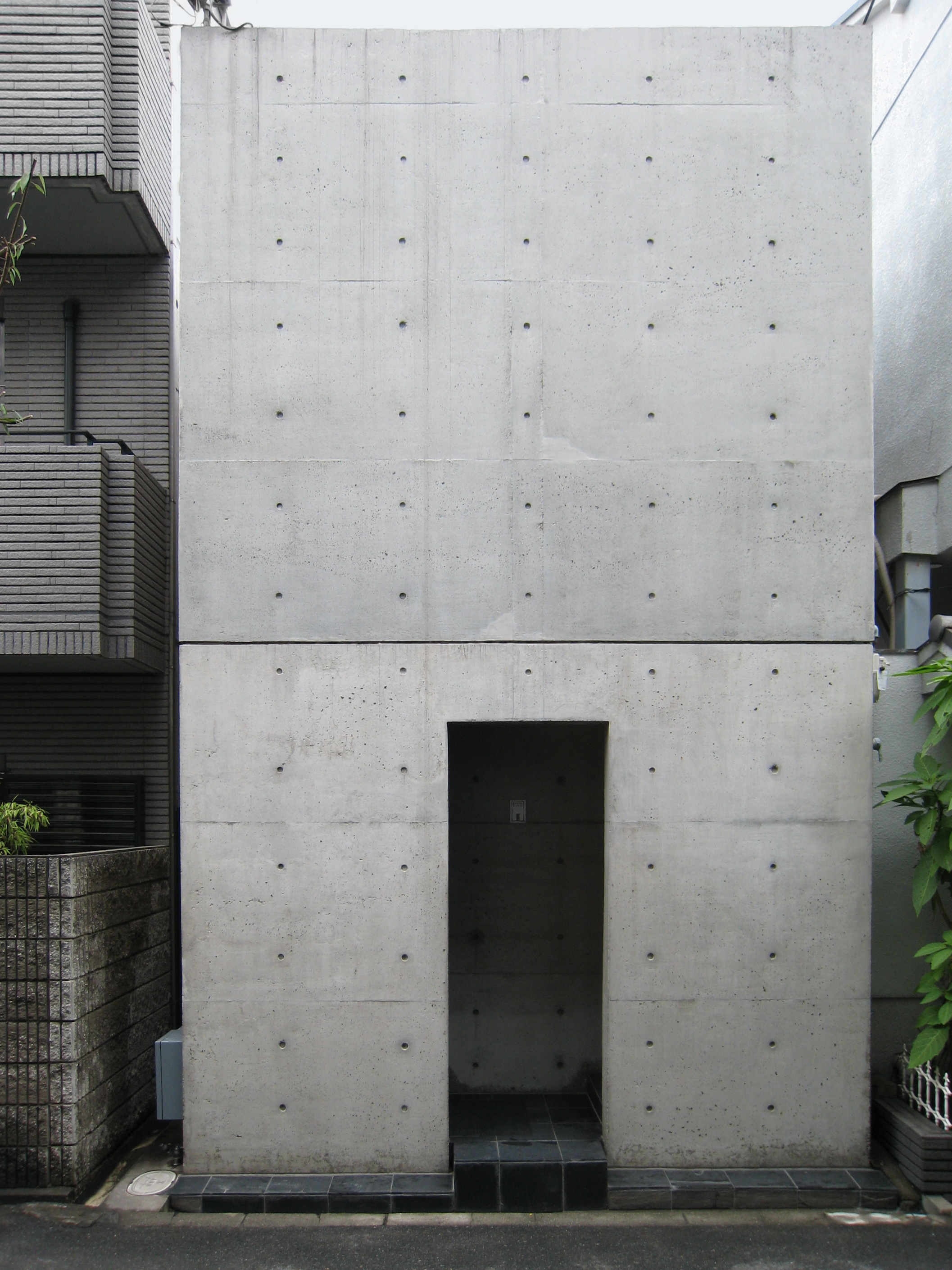
Роу-хаус у Сумійосі, Осака, Японія. 1975—1976

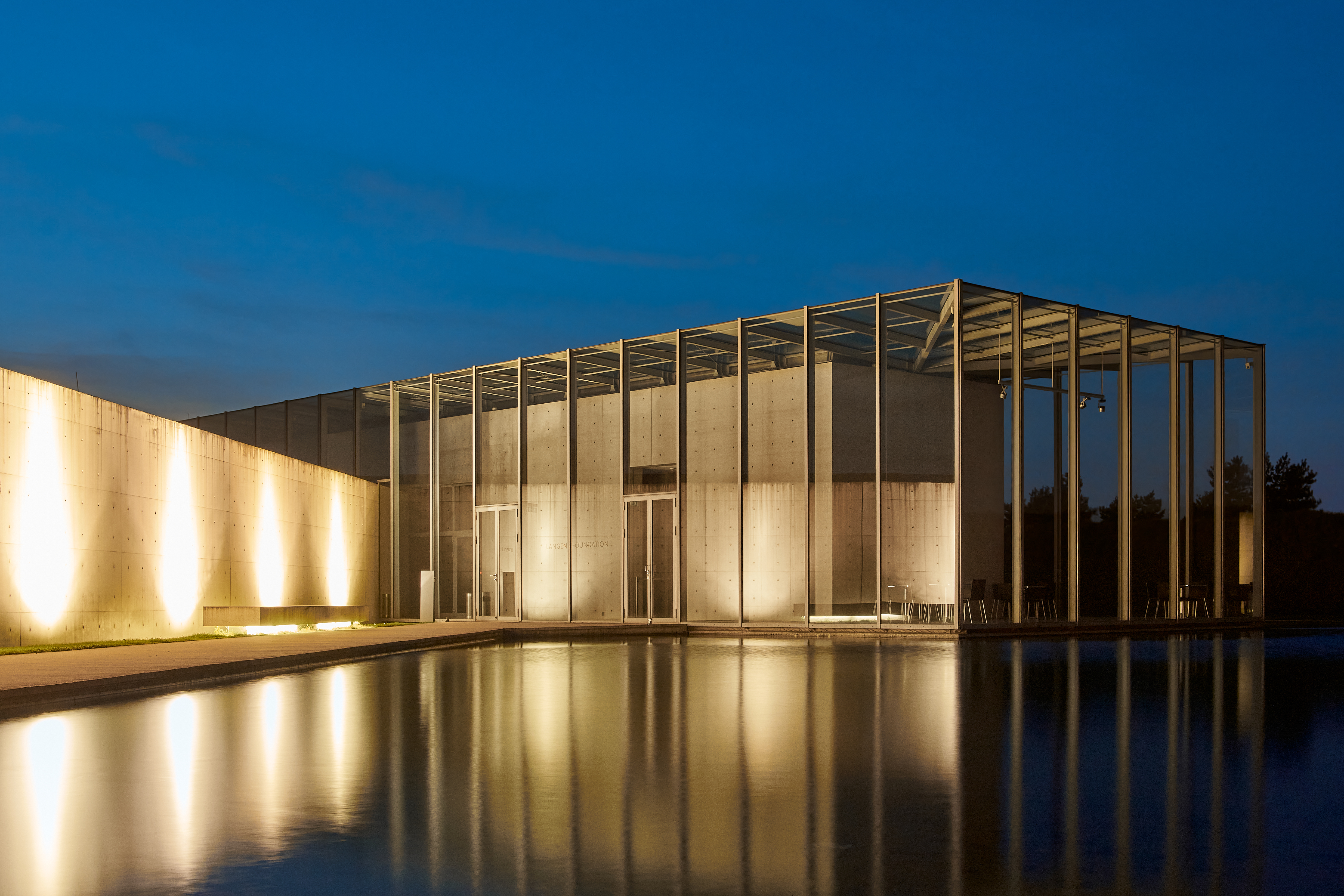
Фонд Ланген, Нойс, Німеччина. 1994—2004

- Роу-хаус у Сумійосі, Осака, Японія. 1975—1976
- Комплекс житлових будинків Рокко I, II, III, IV, Кобе, Японія. 1978—1999
- Будинок Косіно (і майстерня), Ашія, Японія. 1979—1980, 1983—1984
- Будинок Кідосакі, р-н Сетаґая, Токіо, Японія. 1982—1986
- Таймс І і ІІ, торговельний центр, Кіото, Японія. 1983—1984, 1984—1991
- Церква на воді, Юфуцу, Хоккайдо, Японія. 1988—1988
- Церква світла, Ібаракі, Осака, Японія. 1987—1989.
- Центр семінарів для фірми «Вітра», Вайль-на-Рейні, Німеччина. 1987—1993
- Музей сучасного мистецтва на Наосімі (комплекс Бенессе), Наосіма, Кагава, Японія. 1988—1995
- Храм води Хомпукудзі, о. Авадзі, Хьоґо, Японія. 1989—1991
- Павільйон Японії, Всесвітня виставка, Севілья, Іспанія. 1989—1991
- Осацький префектурний музей Тікацу-Асука, Осака, Японія. 1990—1994
- Музей деревини, Камі, Хьоґо, Японія. 1991—1994
- Пулітцерівський фонд мистецтв, Сент-Луїс, США. 1991—2001
- FABRICA (Дослідний центр Бенеттон), Тревізо, Італія. 1992—2001
- Простір для медитації, ЮНЕСКО, Париж, Франція. 1994—1995
- Фонд Ланген, Нойс, Німеччина. 1994—2004
- Форт-Вортський музей сучасного мистецтва, Техас, США. 1997—2002
- Храм Комедзі, Сайджьо, Ехіме, Японія. 1998—2000
- Художній музей Тітю і проєкт «Арт-хаус», Наосіма, Кагава, Японія. 1999—2004
- Будинок 4х4, Кобе, Японія. 2001—2003
- Палаццо Грассі (реконструкція), Венеція, Італія. 2005
- Центр «21 21 Design Sight», Токіо, Японія. 2007
- Ландер-центр на Кам'яному пагорбі (розширення Інституту мистецтв Кларк), Вільямстаун, Массачусетс, США. 2008
- Пунта-делла-Догана (реконструкція), Венеція, Італія. 2008—2009
- Музей кам'яних скульптур фонду Кубах-Вільмзен. Бад-Мюнстер-на-Штайн-Ебернбурзі, Німеччина. 2009—2010
- Художній музей Акіти, Акіта, Японія. 2012
- Центр мистецтв, архітектури і дизайну (Центр Роберто Гарса Сада; відділ Монтеррейського університету), Монтеррей, Мексика. 2013
- Кларк-центр (розширення Інституту мистецтв Кларк), Вільямстаун, Массачусетс, США. 2014

## Вибрані виставки
| Персональні виставки - 1979 Угорська асоціація архітекторів (MÉSZ), Будапешт, Угорщина - 1982 Французький інститут архітектури, Париж, Франція - 1983 Федеральна політехнічна школа Лозанни, Лозанна, Швейцарія - 1985 Міський центр, Нью-Йорк, США, за підтримки Архітектурної ліги Нью-Йорка і союза Купера - 1986 Галерея 9H, Лондон, Велика Британія, за підтримки Японського фонду і фонду Сасакава - 1991 Музей сучасного мистецтва, Нью-Йорк, США - 1993 Центр Жоржа Помпіду, Париж, Франція - 1995 Палладіанська базиліка, Віченца, Італія - 1998 Національний музей сучасного мистецтва; Сеул, Корея. Королівська академія мистецтв, Лондон, Велика Британія - 1998 Національний музей сучасного мистецтва; Сеул, Корея - 1999 Галерея Aedes, Берлін, Німеччина - 2001 Сент-Луїський художній музей, Сент-Луїс, США - 2012 Магазин і шоу-рум Duvetica, Мілан, Італія | Групові виставки - 1978 «Нова хвиля японської архітектури», США (подорожуюча виставка) - 1986 «Токіо: форма і дух», Міннеаполіс, США - 1996 6-й Венеційський бієнале, Венеція, Італія - 1999—2000 «Прітцкерівська премія 1979—1999», Чикаго (1999) Піттсбург, США/Торонто, Канада - 2000 «Кінець століття—100 років архітектури», Музей сучасного мистецтва (MoCA), Лос-Анджелес, США - 2000—04 «Музеї нового тисячоліття» (подорожуюча виставка) |

## Нагороди
| - 1979 Щорічна нагорода, Архітектурний інститут Японії - 1983 Премія культурного дизайну, Японія - 1985 Медаль Алвара Аалто, Фінська асоціація архітекторів (SAFA) - 1989 Золота медаль з архітектури, Французька академія архітектури - 1992 Архітектурна премія Карлсберга, Данія - 1993 Премія Академії мистецтв Японії - 1995 Премія Асахі, Японія - 1995 Прітцкерівська премія, США - 1995 Кавалер ордену Мистецтв та літератури, Франція - 1996 Praemium Imperiale, Японська художня асоціація | - 1997 Офіцер ордену Мистецтв та літератури, Франція - 1997 Королівська золота медаль, Королівський інститут британських архітекторів (RIBA) - 2002 Золота медаль, Американський інститут архітекторів (АІА) - 2002 Премія Кіото, Японія - 2005 Золота медаль, Міжнародна спілка архітекторів (UIA) - 2010 Орден Культури, імператор Акіхіто - 2013 Великий офіцер ордену Зірки Італії, Італія - 2016 Нагорода Ісаму Ногуті, Музей Ногуті, США |

Почесний член Американського інституту архітекторів (АІА) з 1991 року, Королівського інституту британських архітекторів (RIBA) з 1993 року, Німецької асоціації архітекторів з 1997 року, Французької академії архітектури та Королівського об'єднання архітекторів Шотландії з 1998 року, Національної асоціації архітекторів Китаю (Тайвань) з 2000 року, Американської академії та інституту мистецтв і літератури з 2001 року.

## Галерея

Галерея робіт Тадао Андо
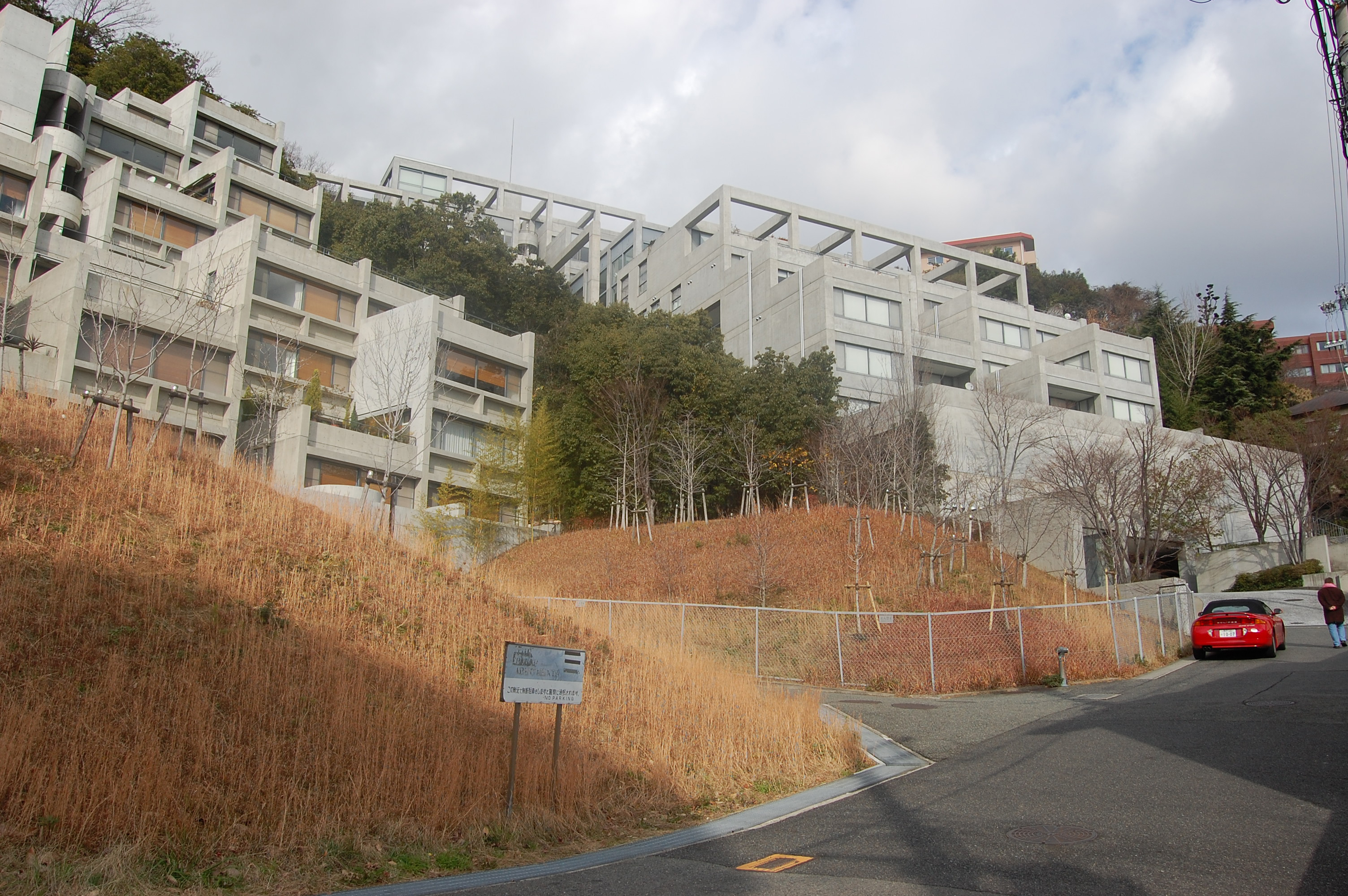
Житловий комплекс Рокко I, II, Кобе. 1978
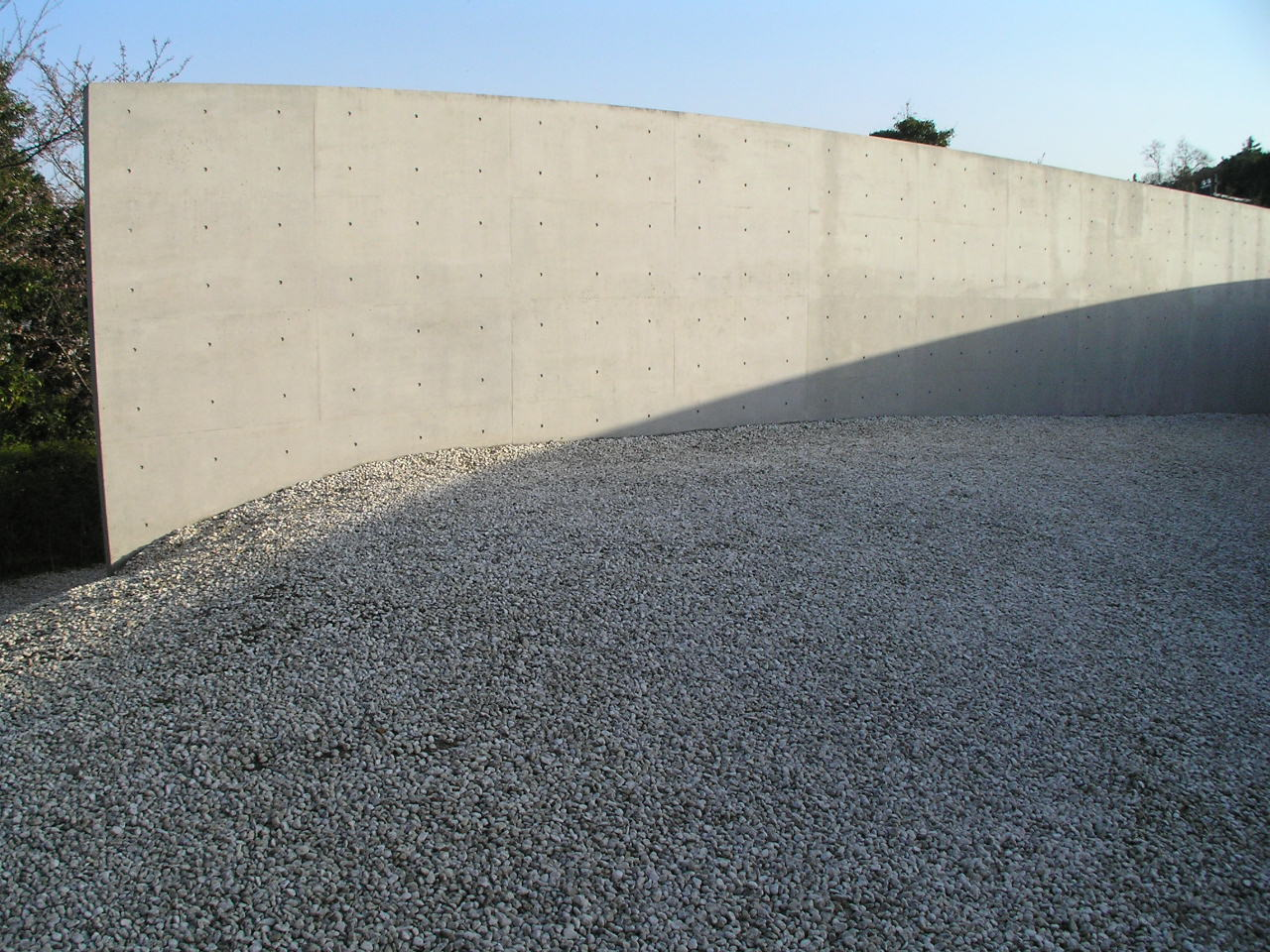
Храм води Хомпукудзі, о. Авадзі, Хьоґо. 1989—1991
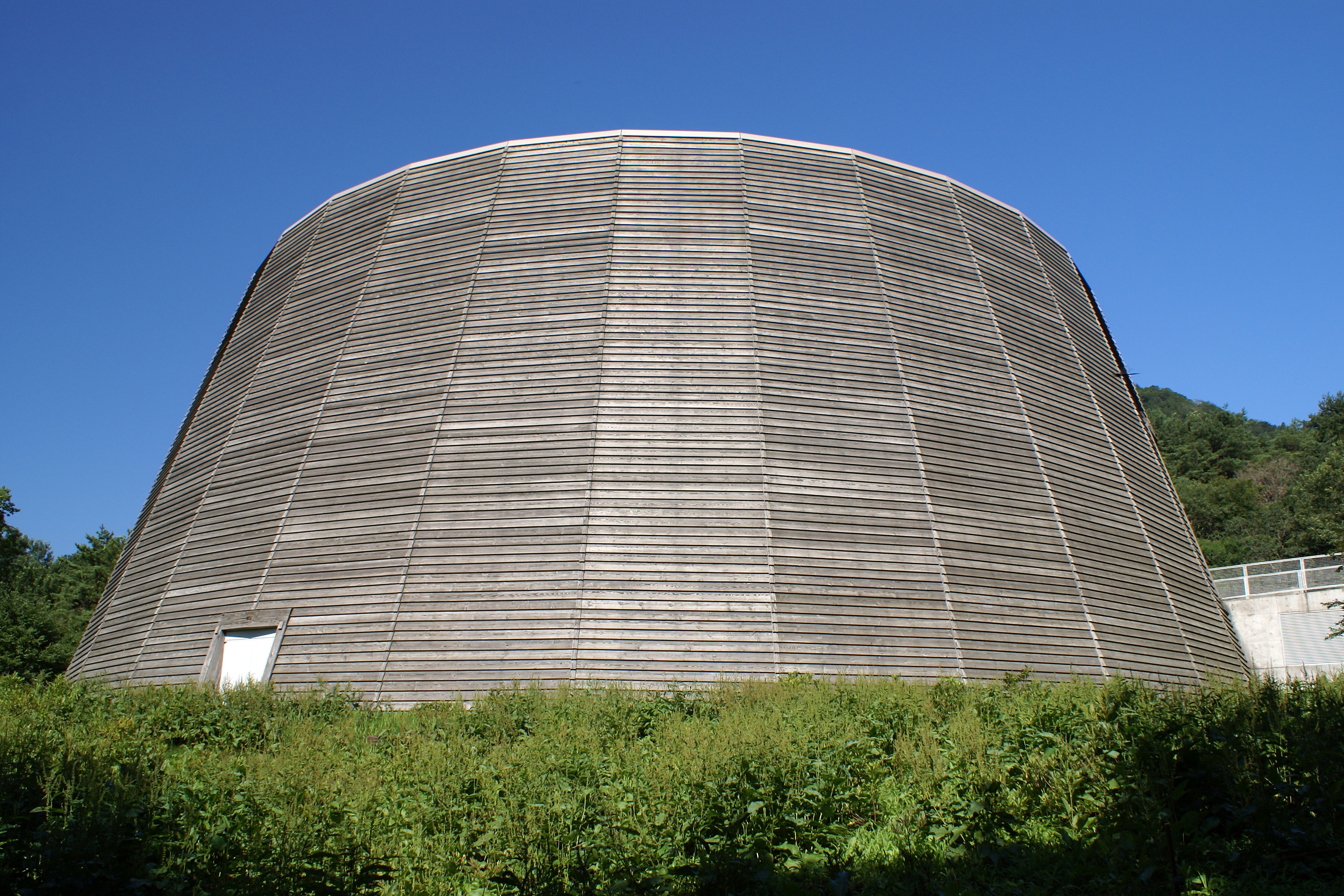
Музей деревини, Камі, Хьоґо. 1991—1994
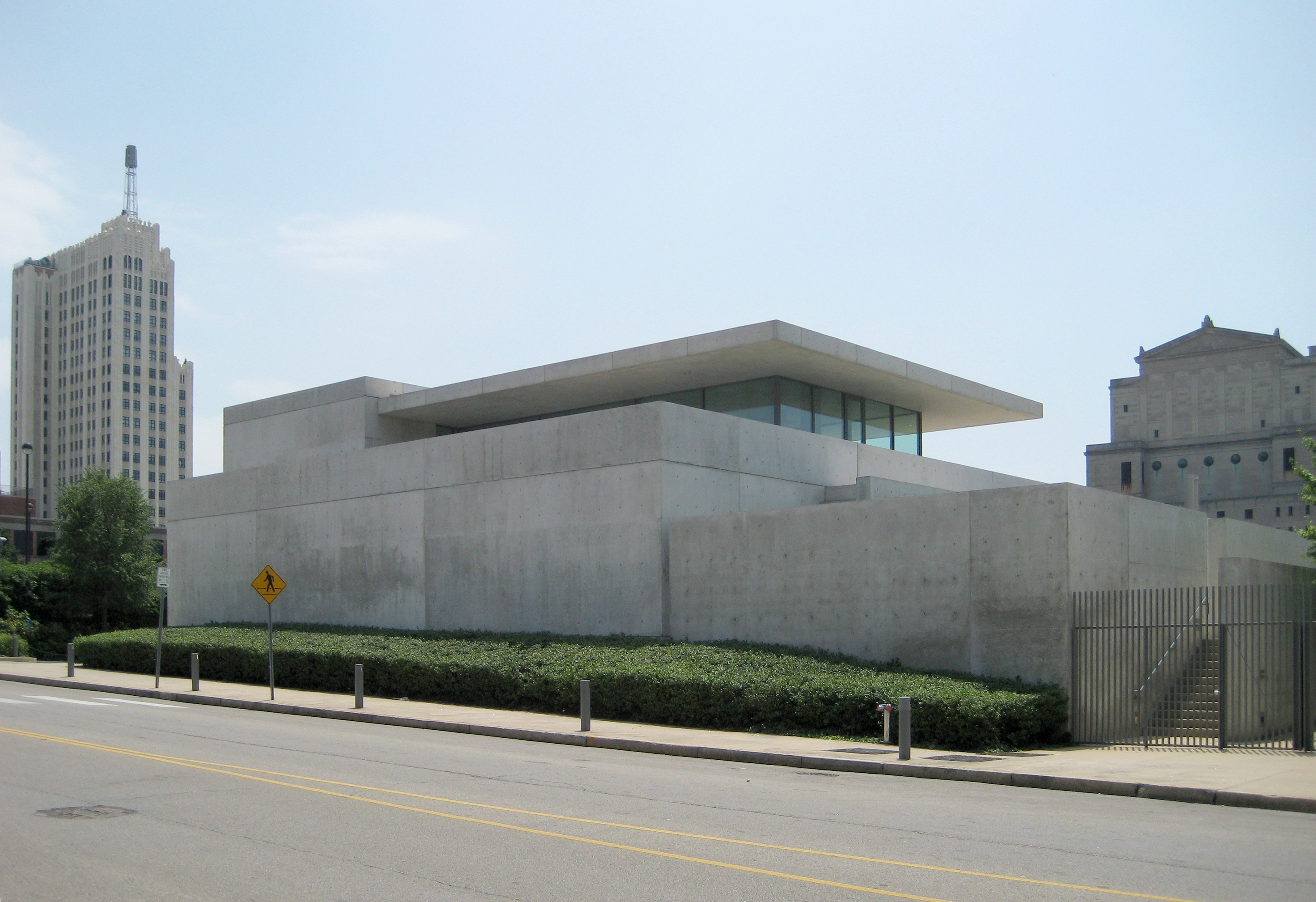
Пулітцерівський фонд мистецтв, Сент-Луїс, США. 1991—2001
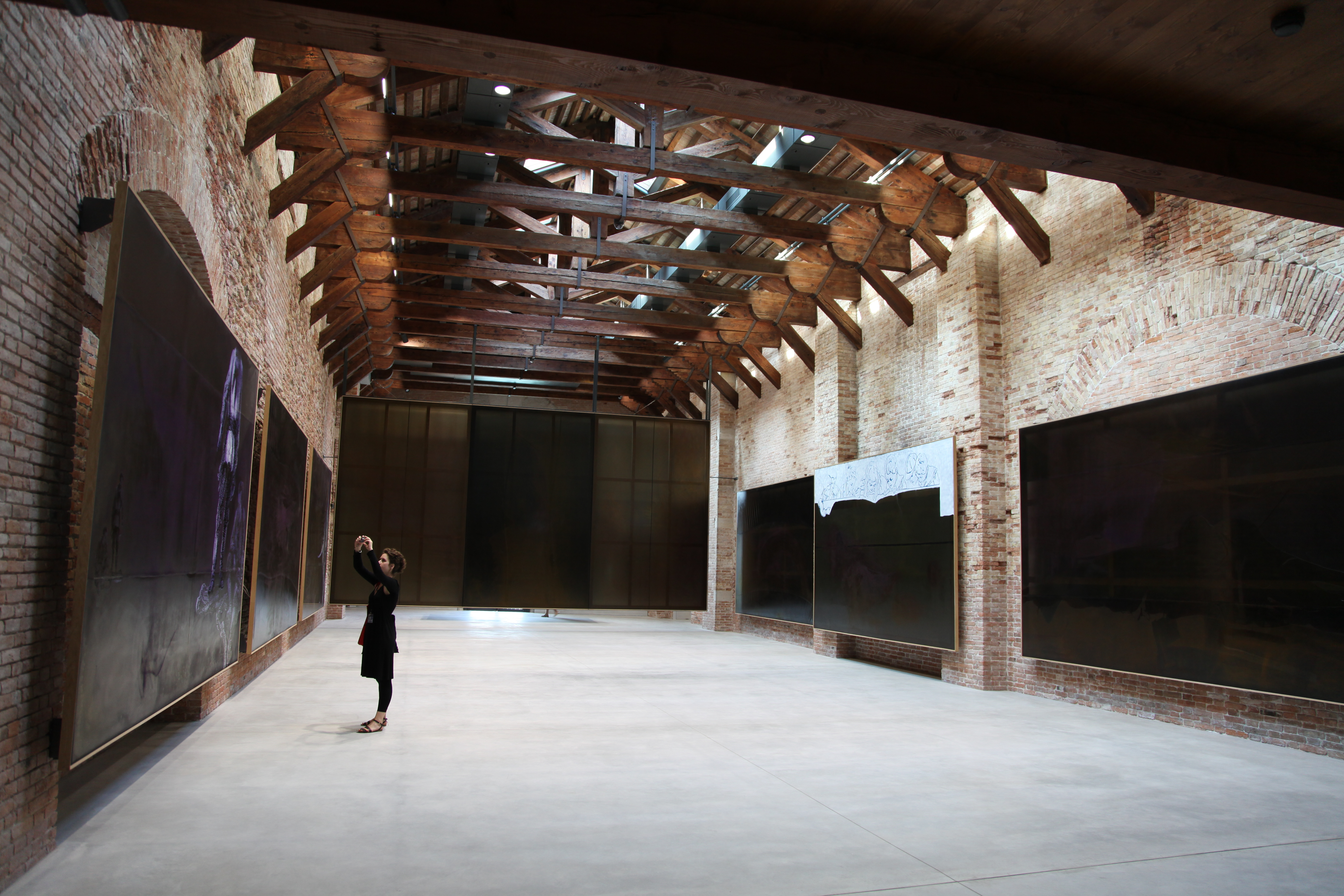
Пунта-делла-Догана після реконструкції, Венеція, Італія. 2008—2009

### Основна література
- Фуруяма, Масао. «Тадао Андо, род. 1941. Геометрия жизненного пространства». — Taschen/Арт-Родник, 2007. — 96 с. — (Назад к истокам видения) — 3000 прим. — ISBN 978-5-9794-0109-6. (рос.)
- Jodidio, Philip. Ando: Complete Works 1975-2014. — SEW edition. — Cologne : Taschen, 2014. — 720 p. — ISBN 978-3836553940. (англ.) (нім.) (фр.)

### Додаткова література
- Jodidio, Philip. Tadao Ando, Venice: The Pinault Collection at the Palazzo Grassi and the Punta Della Dogana. — Universe Books, 2010. — 160 p. — ISBN 0847834107. (англ.)
- Ando, Tadao. Process and Idea. — Toto, 2010. — 320 p. — ISBN 4887063091. (англ.) (яп.)
- Ando, Tadao. Conversations With Students. — Princeton Architectural Press, 2012. — 96 p. — ISBN 1616890703. (англ.)
- Jodidio, Philip. Tadao Ando: Houses. — Rizzoli, 2013. — 300 p. — ISBN 0847831590. (англ.)
- Self, Ronnie. The Architecture of Art Museums: A Decade of Design: 2000—2010. — 1st edn. — Routledge, 2014. — 308 p. — ISBN 0415506522. (англ.)